# Liste von Bergen des Elbsandsteingebirges
Die Liste von Bergen des Elbsandsteingebirges enthält eine Auswahl von Bergen, Erhebungen, Felsen und deren Ausläufern des auf der deutsch-tschechischen Grenze gelegenen Elbsandsteingebirges – auch Sächsisch-Böhmische Schweiz genannt.
Die in der Tabelle verwendeten Abkürzungen sind unten erläutert.
| Berg, Erhebung, Ausläufer, Fels (deutscher Name; Geo-Koordinaten)       | Höhe CZ: m n.m., D: m ü. NHN | Gebirgsteil (Lage im NLP)                   | Lage: Gemeinde/n – Ortschaft/en (bei/zwischen; deutscher Name)           | Kommentar/e, Ort von | Bild                                                                                              |
| ----------------------------------------------------------------------- | ---------------------------- | ------------------------------------------- | ------------------------------------------------------------------------ | --- | ------------------------------------------------------------------------------------------------- |
| Děčínský Sněžník (Hoher Schneeberg) (⊙)                                 | 723,1                        | Böhmische Schweiz                           | Jílové u Děčína – Sněžník (Schneeberg)                                   | höchster Berg im Elbsandsteingebirge; Aussichtsturm und Berggasthaus | Blick von der Nakléřovská výšina (Nollendorfer Höhe) zum Děčínský Sněžník (Hoher Schneeberg)      |
| Růžovský vrch (Rosenberg) (⊙)                                           | 619,1                        | Böhmische Schweiz (NLP Böhmische Schweiz)   | Růžová – Růžová (Ko) (Rosendorf)                                         | höchster Berg im NLP Böhmische Schweiz; früher mit Aussichtsturm | Růžovský vrch (Rosenberg) vom Noldenberg gesehen                                                  |
| Široký vrch (Steingeschütte) (⊙)                                        | 585,7                        | Böhmische Schweiz                           | Doubice – Doubice (Ko) (Daubitz)                                         | |                                                                                                   |
| Großer Zschirnstein (⊙)                                                 | 560,3                        | Sächsische Schweiz                          | Reinhardtsdorf-Schöna – Kleingießhübel                                   | höchster Berg im sächsischen (deutschen) Teil des Elbsandsteingebirges; Aussichtsmöglichkeit                                                                                           | Zschirnsteine: Großer Zschirnstein (links), Kleiner Zschirnstein (rechts)                         |
| Großer Winterberg (⊙)                                                   | 556,0                        | Sächsische Schweiz (NLP Sächsische Schweiz) | Bad Schandau – Schmilka                                                  | höchster Berg im NLP Sächsische Schweiz; Aussichtsturm und Berghotel | Bick vom Zirkelstein zum Großen Winterberg                                                        |
| Zeisigstein (⊙)                                                         | 550,7                        | Sächsische Schweiz                          | Bad Gottleuba-Berggießhübel – Hellendorf                                 | zweithöchster Berg im linkselbischen Teil der Sächsischen Schweiz; Aussichtspunkt | Bick auf das Felsmassiv des Zeisigsteins                                                          |
| Vápenný vrch (Kalkofenberg, Maschkenberg) (⊙)                           | 547,7                        | Böhmische Schweiz                           | Doubice – Doubice (Ko) (Daubitz)                                         | |                                                                                                   |
| Spravedlnost (Iricht) (⊙)                                               | 533,2                        | Böhmische Schweiz                           | Doubice – Doubice (Ko) (Daubitz)                                         | Aussichtsmöglichkeit | Spravedlnost (Iricht) von Nová Doubice (Neudaubitz) gesehen                                       |
| Kleiner Winterberg (⊙)                                                  | 499,9                        | Sächsische Schweiz (NLP Sächsische Schweiz) | Bad Schandau – Schmilka                                                  | Jagdhütte Winterbergpavillon und Wappenstein; Aussichtsmöglichkeit | Kleiner Winterberg und Winterstein vom Teichstein betrachtet                                      |
| Okrouhlík (Scheibekoppe) (⊙)                                            | 495,0                        | Böhmische Schweiz                           | Děčín − Maxičky (Maxdorf)                                                | |                                                                                                   |
| Sokoli vrch (Limberk) (Limberg) (⊙)                                     | 486,4                        | Böhmische Schweiz (NLP Böhmische Schweiz)   | Doubice – Doubice (Ko) (Daubitz)                                         | |                                                                                                   |
| Rudolfův kámen (Rudolfstein) bzw. Ostroh (Hoher Stein) (⊙)              | 484,0                        | Böhmische Schweiz (NLP Böhmische Schweiz)   | Jetřichovice – Jetřichovice (Ko) (Dittersbach)                           | Aussichtsmöglichkeit | Rudolfův kámen (Rudolfstein)                                                                      |
| Suchý vrch (Suppgeberg) (⊙)                                             | 480,8                        | Böhmische Schweiz (NLP Böhmische Schweiz)   | Jetřichovice – Rynartice (Rennersdorf)                                   | |                                                                                                   |
| Vordere Partschenhörner (⊙)                                             | 480,3                        | Sächsische Schweiz (NLP Sächsische Schweiz) | Bad Schandau – Schmilka                                                  | |                                                                                                   |
| Mlýny (⊙)                                                               | 475,3                        | Böhmische Schweiz (NLP Böhmische Schweiz)   | Jetřichovice – Vysoká Lípa (Hohenleipa)                                  | | Blick von Hohenleipa zum Mlýny                                                                    |
| Kleiner Zschirnstein (⊙)                                                | 472,7                        | Sächsische Schweiz                          | Reinhardtsdorf-Schöna – Kleingießhübel                                   | Aussichtsmöglichkeit | Kleiner Zschirnstein, Ansicht von Nordwesten                                                      |
| Hřímavý                                                                 | 469,0                        | Böhmische Schweiz (NLP Böhmische Schweiz)   | Hřensko – Mezní Louka (Rainwiese)                                        | |                                                                                                   |
| Affensteine (⊙)                                                         | 460,0                        | Sächsische Schweiz (NLP Sächsische Schweiz) | Sebnitz – Mittelndorf                                                    | zerklüftetes Felsrevier, Wander- und Klettergebiet, bekannter Aussichtspunkt Carolafelsen (453 Meter)                                                                                  | Affensteine                                                                                       |
| Raumberg (⊙)                                                            | 459,3                        | Sächsische Schweiz (NLP Sächsische Schweiz) | Sebnitz – Hinterhermsdorf                                                | auf dem Gipfel Stationsstein 2. Ordnung der Königlich-Sächsischen Triangulirung, Gipfel aufgrund der Lage in der Kernzone des Nationalpark Sächsische Schweiz legal nicht zu erwandern | Blick vom Lindigtblick bei Hinterhermsdorf zum Raumberg                                           |
| Papststein (⊙)                                                          | 451,2                        | Sächsische Schweiz                          | Gohrisch – Papstdorf                                                     | Berggasthaus und Feuerwachturm; Aussichtsmöglichkeit | Papststein                                                                                        |
| Gohrisch (⊙)                                                            | 447,8                        | Sächsische Schweiz                          | Gohrisch – Gohrisch (Ko)                                                 | Aussichtsmöglichkeit | Gohrisch von Papststein gesehen                                                                   |
| Vilemínina stěna (Wilhelminenwand) (⊙)                                  | 439,0                        | Böhmische Schweiz (NLP Böhmische Schweiz)   | Jetřichovice – Rynartice (Rennersdorf) – Jetřichovice (Ko) (Dittersbach) | nahes „Balzerovo lezeni“ (Balzers Lager); Aussichtsmöglichkeit | Blick von der Vilemínina stěna                                                                    |
| Děčínský les                                                            | 438,0                        | Böhmische Schweiz                           | Děčín – Dolní Žleb (Niedergrund)                                         | |                                                                                                   |
| Pfaffenstein (⊙)                                                        | 434,6                        | Sächsische Schweiz                          | Königstein – Königstein (Ko)                                             | Aussichtsturm und Berggasthof (inkl. Teil des Museums für Mineralogie und Geologie Dresden); NSG Pfaffenstein (39,5 ha; 1997)                                                          | Pfaffenstein                                                                                      |
| Mariina skála (Marienfels) (⊙)                                          | 428,0                        | Böhmische Schweiz (NLP Böhmische Schweiz)   | Jetřichovice – Jetřichovice (Ko) (Dittersbach)                           | Aussichts- und Schutzhütte | Schutzhütte auf der Mariina skála                                                                 |
| Vilemínina skála (Wilhelminenfels) (⊙)                                  | 422,0                        | Böhmische Schweiz (NLP Böhmische Schweiz)   | Jetřichovice – Rynartice (Rennersdorf) – Jetřichovice (Ko) (Dittersbach) | |                                                                                                   |
| Kleines Pohlshorn (⊙)                                                   | 417,2                        | Sächsische Schweiz (NLP Sächsische Schweiz) | Sebnitz – Hinterhermsdorf                                                | |                                                                                                   |
| Schrammsteine (⊙) – Hoher Torstein – Schrammsteinaussicht – Falkenstein | 425,0 417,2 381,2            | Sächsische Schweiz (NLP Sächsische Schweiz) | Bad Schandau – Bad Schandau (Ko)                                         | Aussichtsmöglichkeit | Schrammsteine von Reinhardtsdorf betrachtet                                                       |
| Lilienstein (⊙)                                                         | 415,2                        | Sächsische Schweiz (NLP Sächsische Schweiz) | Bad Schandau – Prossen                                                   | Berggasthaus und Wettinerobelisk | Lilienstein im Abendlicht                                                                         |
| Waitzdorfer Höhe (⊙)                                                    | 413,7                        | Sächsische Schweiz (NLP Sächsische Schweiz) | Hohnstein (Sächsische Schweiz) – Waitzdorf                               | |                                                                                                   |
| Teichstein (⊙)                                                          | 412,5                        | Sächsische Schweiz (NLP Sächsische Schweiz) | Sebnitz – Ottendorf                                                      | | Teichstein von Südosten                                                                           |
| Křížový vrch (Kreuzberg) (⊙)                                            | 407,6                        | Böhmische Schweiz (NLP Böhmische Schweiz)   | Jetřichovice – Rynartice (Rennersdorf)                                   | |                                                                                                   |
| Pastevní vrch (Hutberg) (⊙)                                             | 402,2                        | Böhmische Schweiz                           | Růžová – Růžová (Ko) (Rosendorf)                                         | |                                                                                                   |
| Hohe Liebe (⊙)                                                          | 400,9                        | Sächsische Schweiz (NLP Sächsische Schweiz) | Sebnitz – Sebnitz (Ko)                                                   | Bergsteiger-Ehrenmal; Aussichtsmöglichkeit | Hohe Liebe                                                                                        |
| Hausberg                                                                | 396,8                        | Sächsische Schweiz (NLP Sächsische Schweiz) | Sebnitz – Sebnitz (Ko)                                                   | Denkmalgeschütztes Berghaus und ehemaliger Basaltsteinbruch | Blick vom Neuen Wildenstein zum Hausberg                                                          |
| Krkavčí skála (Rabenfels)                                               | 393,0                        | Böhmische Schweiz (NLP Böhmische Schweiz)   | Jetřichovice – Rynartice (Rennersdorf)                                   | |                                                                                                   |
| Kleinhennersdorfer Stein (⊙)                                            | 392,1                        | Sächsische Schweiz                          | Gohrisch – Kleinhennersdorf                                              | | Blick von Westen zum Kleinhennersdorfer Stein                                                     |
| Cottaer Spitzberg (⊙)                                                   | 390,8                        | Sächsische Schweiz                          | Dohma – Cotta                                                            | Aussichtsmöglichkeit | Cottaer Spitzberg von Südwesten gesehen                                                           |
| Zámecký vrch (Schloßberg) (⊙)                                           | 390,8                        | Böhmische Schweiz                           | Jetřichovice – Vysoká Lípa (Hohenleipa)                                  | | Zámecký vrch mit Dorf Vysoká Lípa                                                                 |
| Winterstein bzw. Hinteres Raubschloß (⊙)                                | 390,0                        | Sächsische Schweiz (NLP Sächsische Schweiz) | Sebnitz – Ottendorf                                                      | Reste mittelalterlicher Felsenburg | Winterstein von Norden                                                                            |
| Zirkelstein (⊙)                                                         | 384,5                        | Sächsische Schweiz                          | Reinhardtsdorf-Schöna – Schöna                                           | bekannt durch das Gemälde Der Wanderer über dem Nebelmeer; Aussichtsmöglichkeit | Zirkelstein von der Kaiserkrone gesehen                                                           |
| Kovářův kopec (Gutsims)                                                 | 383,0                        | Böhmische Schweiz                           | Růžová – Kamenická Stráň (Kamnitzleiten)                                 | |                                                                                                   |
| Falkenstein (⊙)                                                         | 381,2                        | Sächsische Schweiz (NLP Sächsische Schweiz) | Bad Schandau – Bad Schandau (Ko)                                         | Kletterfels | Falkenstein von den Schrammsteinen betrachtet                                                     |
| Großes Pohlshorn (⊙)                                                    | 378,8                        | Sächsische Schweiz (NLP Sächsische Schweiz) | Sebnitz – Hinterhermsdorf                                                | |                                                                                                   |
| Lorenzsteine (⊙)                                                        | 375,0                        | Sächsische Schweiz (NLP Sächsische Schweiz) | Bad Schandau – Schmilka Sebnitz – Ottendorf                              | | Blick von Süden zu den Lorenzsteinen                                                              |
| Königstein (⊙)                                                          | 360,7                        | Sächsische Schweiz                          | Königstein – Königstein (Ko)                                             | Festung Königstein | Königstein vom Lilienstein betrachtet                                                             |
| Kaiserkrone (⊙)                                                         | 350,8                        | Sächsische Schweiz                          | Reinhardtsdorf-Schöna – Schöna                                           | | Kaiserkrone vom Zirkelstein gesehen                                                               |
| Quirl (⊙)                                                               | 349,6                        | Sächsische Schweiz                          | Königstein – Königstein (Ko)                                             | | Blick von der Festung Königstein über den Königsteiner Ortsteil Hütten im Tal der Biela zum Quirl |
| Wolfsberg (⊙)                                                           | 342,9                        | Sächsische Schweiz                          | Reinhardtsdorf-Schöna – Reinhardtsdorf                                   | Panoramahotel nahe dem Gipfel | Blick von Nordosten zum Wolfsberg                                                                 |
| Neuer Wildenstein (⊙)                                                   | 337,1                        | Sächsische Schweiz (NLP Sächsische Schweiz) | Sebnitz – Sebnitz (Ko)                                                   | | Neuer Wildenstein                                                                                 |
| Kobylka (⊙)                                                             | 319,0                        | Böhmische Schweiz (NLP Böhmische Schweiz)   | Hřensko – Hřensko (Ko) (Herrnskretschen)                                 | |                                                                                                   |
| Bastei (⊙)                                                              | 305,0                        | Sächsische Schweiz (NLP Sächsische Schweiz) | Rathen – Niederrathen                                                    | Felsenburg Neurathen, Basteibrücke, Berggaststätte und Hotel; Aussichtsmöglichkeit | Basteibrücke an der Bastei                                                                        |
| Rauenstein (⊙)                                                          | 303,7                        | Sächsische Schweiz                          | Rathen – Oberrathen                                                      | Berggaststätte; Aussichtsmöglichkeit | Rauenstein von Rathen betrachtet                                                                  |
| Bockstein (⊙)                                                           | 244,5                        | Sächsische Schweiz (NLP Sächsische Schweiz) | Bad Schandau – Porschdorf                                                | |                                                                                                   |

## Abkürzungen
Die in der Tabelle verwendeten Abkürzungen (alphabetisch sortiert) bedeuten:
- Ko = Kernort (Hauptort) einer Gemeinde/Stadt – siehe auch Kernstadt
- NLP = Nationalpark – NLP Sächsische Schweiz und NLP Böhmische Schweiz (Národní park České Švýcarsko)
- NSG = Naturschutzgebiet – mit Fläche in Hektar (ha) oder Quadratkilometer (km²) und Gründungsjahr